# レゴランド

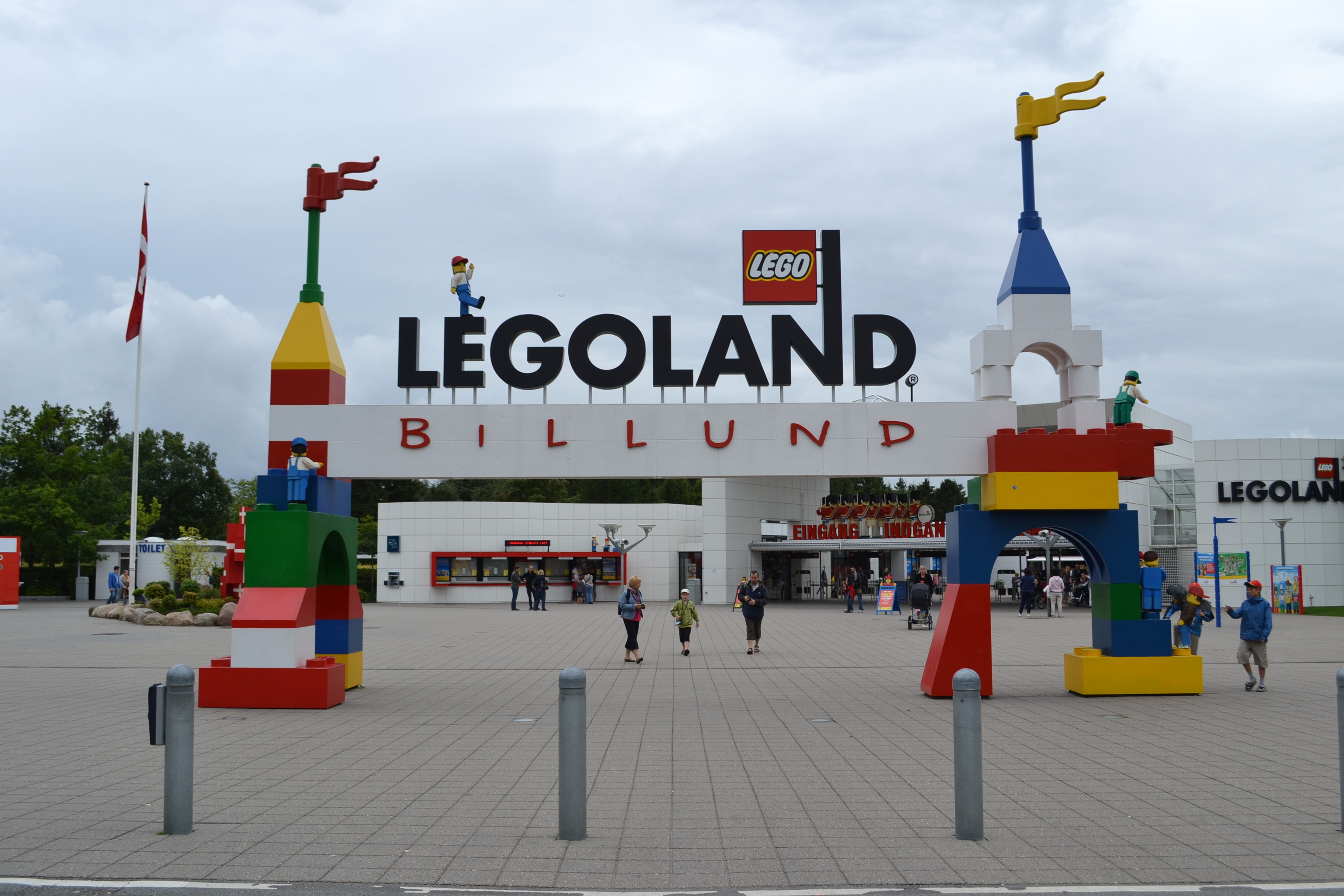
レゴランド・ビルン（デンマーク）の入口

レゴランド（LEGOLAND）は、レゴブロックで知られるレゴ社が開設したレゴのテーマパークである。
自社の製品であるレゴブロックを使ってどんなものができるかという可能性を紹介し、休日を楽しめるようにと企画された。1968年にデンマークのビルンに初めて開設されたのち、イギリス、アメリカ合衆国、ドイツにも開設されたが、レゴ社の経営不振により、2005年に投資会社ブラックストーン・グループに売却され、傘下の遊戯施設運営企業マーリン・エンターテイメンツ社の経営となった（一部レゴ社も投資している）。
レゴの本社があるデンマークをはじめ、日本、アメリカ合衆国（カリフォルニア、フロリダ）、イギリス、ドイツ、マレーシア、アラブ首長国連邦、韓国の8か国に開設され、2025年7月現在、世界で11か所のレゴランドがある。

## 開設と拡大

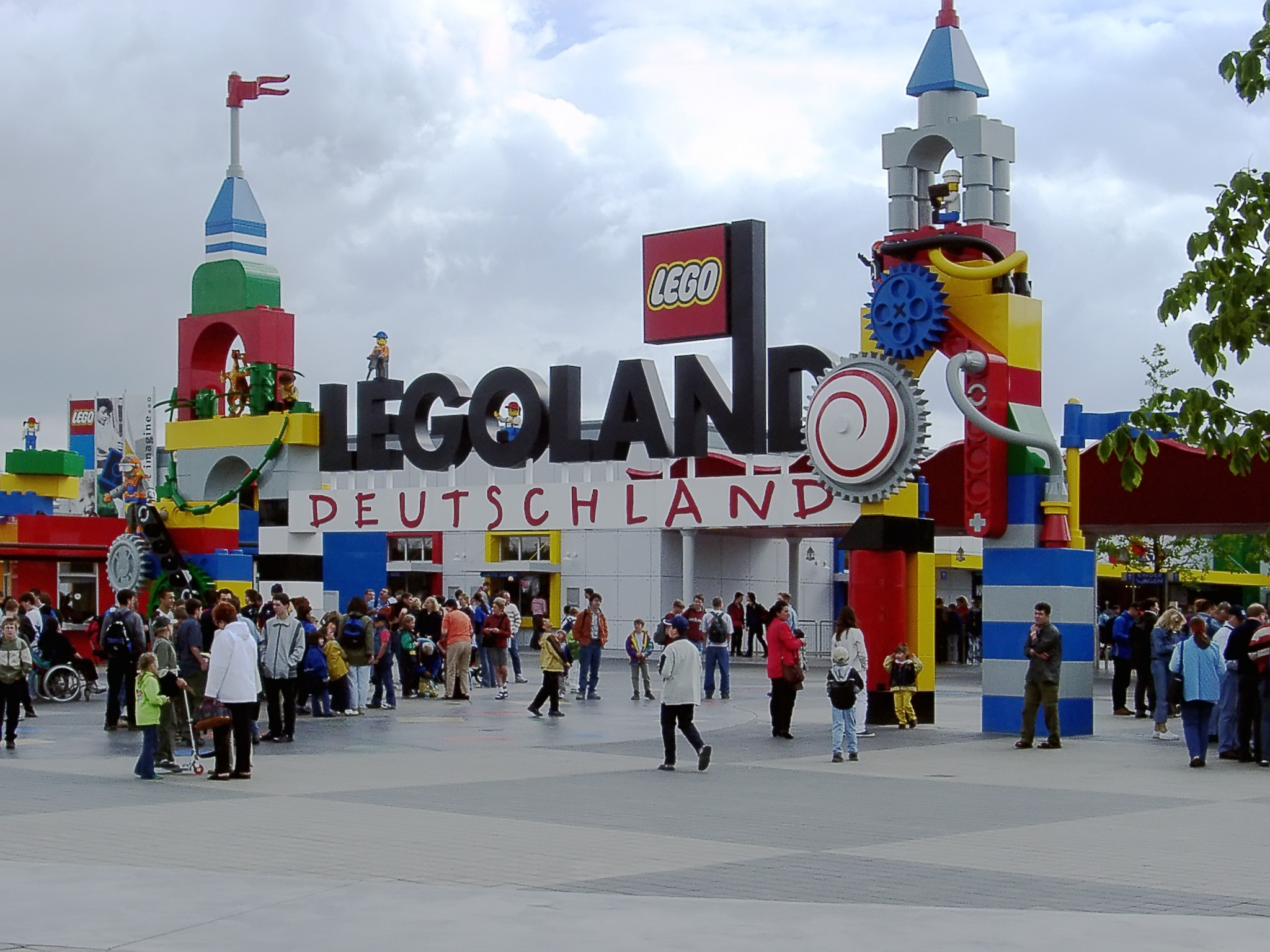
レゴランド・ドイツ・リゾート（バイエルン州ギュンツブルク）

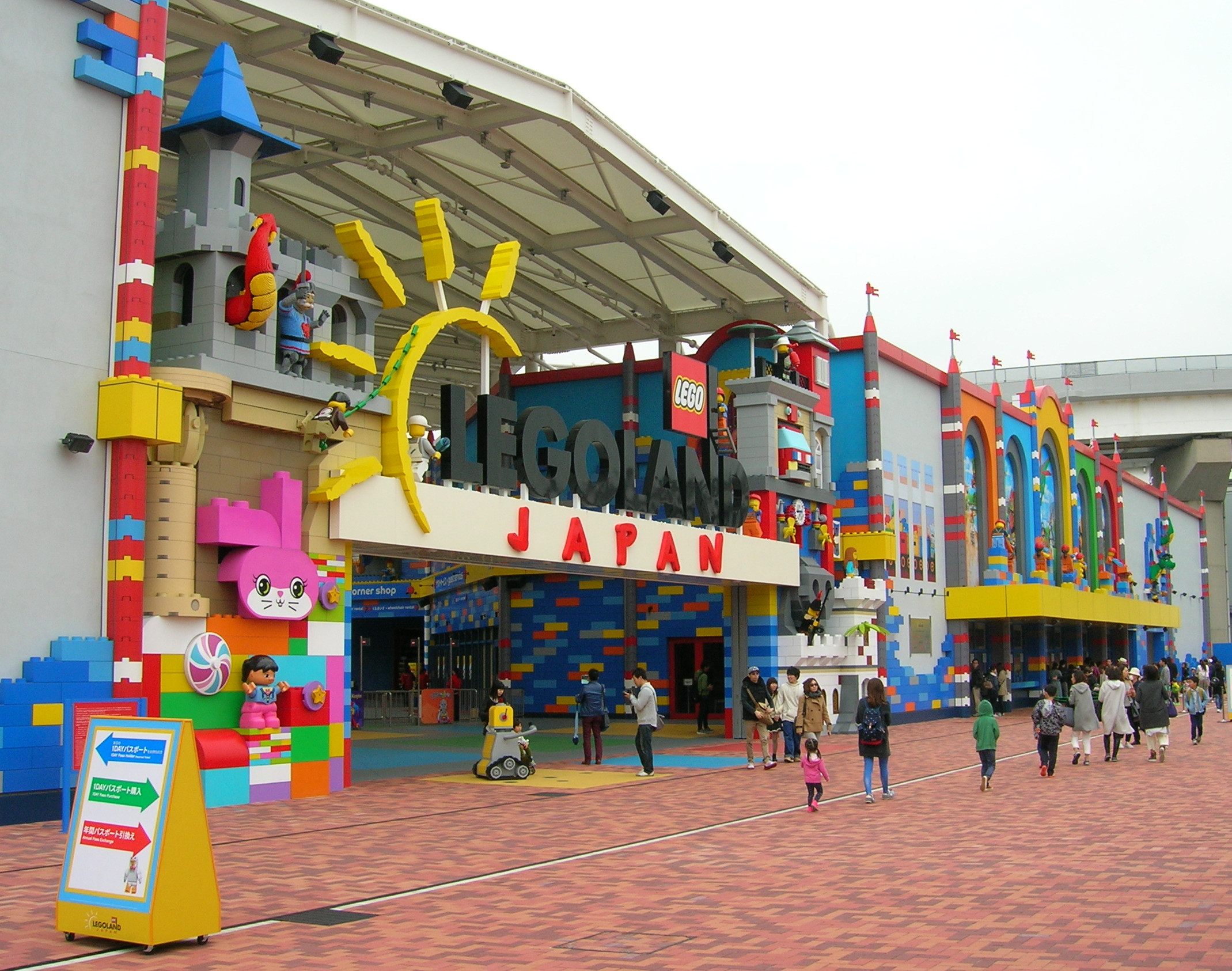
レゴランド・ジャパン・リゾート（名古屋市港区）

レゴ社の本社所在地であるデンマークのビルンに1968年に設けられた「レゴランド・ビルン・リゾート」が世界初である。この事業は大成功を収め、その年の夏のシーズンだけで62.5万人もの入場者を集めた。
特徴としては11歳以下の児童を持つ家族を主なターゲットとしており、パークは幾つかのエリアから構成される（ビルンのレゴランドの場合、10のエリアから成る）。ジェットコースターのようなアトラクションもあるが、レゴランドを特徴付けるのは教育的な要素であり、参加者が運河やダムを作って地形を学んだり、楽器を作って演奏したりできる。MINDSTORMSや幼児向けのデュプロを使って学ぶエリアもある。
- 1996年、イギリスのウィンザーの「ウィンザー・サファリパーク」跡地に「レゴランド・ウィンザー・リゾート」が開園した。今でも世界最大のレゴランドであり、年間入場者数は約200万人と欧州内のレゴランドでは最多である。
- 1999年、アメリカ合衆国のカリフォルニア州カールスバッドに「レゴランド・カリフォルニア・リゾート」が開園した。ここにはレゴランドでは初のウォーターパークも併設された。
- 2002年5月17日、ドイツのバイエルン州ギュンツブルクに「レゴランド・ドイツ・リゾート」が開園した。ギュンツブルクでは開園から1年間で入場者は130万人を数え、ドイツ最大級のテーマパークとなっている。
- 2011年10月15日、アメリカ合衆国のフロリダ州の「サイプレス・ガーデン」跡地に「レゴランド・フロリダ・リゾート」が開園した。世界第2位の面積を持つレゴランドで2012年にはウォーターパークも完成。
- 2012年9月15日、シンガポールに隣接するマレーシア・ジョホール州イスカンダルプテリにアジアで最初のレゴランドとして「レゴランド・マレーシア・リゾート」が開園した。
- 2016年10月31日、アラブ首長国連邦のドバイで中東初の「レゴランド・ドバイ・リゾート」が開園した[3]。
- 2017年4月1日、日本の愛知県名古屋市港区の金城ふ頭で「レゴランド・ジャパン」が開業した[4][5]。2018年4月15日には水辺の生き物と触れ合う体験型水族館「シーライフ名古屋」を、同年4月28日にはレゴランド・ホテル[6]を開業。レゴランド、ホテル、シーライフの3施設が一体となった「レゴランド・ジャパン・リゾート」として規模を拡大した。建設予定地を所有する名古屋市とマーリン・エンターテイメンツが正式契約した計画書によると、約13haの敷地を2つの区域に分け、先行して約9haの1期区域で工事を開始。約4haの2期区域は「ポートメッセなごや」の第1展示館跡地に2019年に着工し、2021年に供用する計画。敷地面積の13haは「レゴランド・ビルン・リゾート」と同じでレゴランドでは最小である。
- 2021年7月10日、アメリカ合衆国、ニューヨーク州に「レゴランド・ニューヨーク・リゾート」が開園した。これで、アメリカには3つのレゴランドが所在することになる。本来は2020年開園だったが、SARSコロナウイルス2の影響により延期[7]された。
- 2022年5月5日、大韓民国、春川市に「レゴランド・コリア・リゾート」が開園した。
- 2025年7月5日、中華人民共和国、上海市に「レゴランド・シャンハイ・リゾート」が開園した。

### 誘致と計画
日本の千葉県が千葉市美浜区の幕張海浜公園に世界で4番目のレゴランドを誘致した。2002年から2005年にかけて、レゴ社日本法人は敷地面積30ヘクタール、350億円から450億円の投資によりレゴランド・リゾート幕張の開園を予定した。計画では年間入場者数200万人を見込んでいたが、不況の影響で出資企業が集まらず、2001年にレゴ社側から計画の一時休止が申し入れられ、2003年になってレゴ社はレゴランド幕張の計画の正式断念、撤退を千葉県に通知した。これにより4番目のレゴランドは次の候補地であったドイツのバイエルン州ギュンツブルクとなった。

### 今後の計画
2025年にレゴランド・シャンハイ・リゾートの2つの施設の開設が計画されている。

## 売却
レゴ社は3年おきにレゴランドを開設する計画であったが、世界的な玩具市場の縮小などによる深刻な経営不振のため、2005年6月にレゴランドの経営権をニューヨークに本拠をおく投資会社ブラックストーン・グループに3.75億ユーロで売却した。これに伴って、ブラックストーンの傘下でテーマパーク経営実績のあるイギリスのマーリン・エンターテイメンツ社とレゴ社の合弁企業（持株比率はブラックストーンが70%、レゴが30%）が設立され、レゴランドの経営に当たることとなった。

## レゴランド・ディスカバリー・センター
レゴランド・ディスカバリー・センター（LDC）は、世界23カ国で104のアトラクション施設を運営するエンターテインメント企業「マーリン・エンターテイメンツ」（イギリス）による「レゴブロック」をテーマにした屋内型アトラクション施設で、規模が3千平方メートル前後と、より小規模な屋内型のレゴランドである。
2007年にドイツ・ベルリンのソニーセンターに設けられたのが最初である。
続いて2008年に同じくドイツのデュースブルクに設置されたが、2013年に隣接するオーバーハウゼンのツェントロそばに移された。
その後、シカゴ郊外のシャンバーグ、アトランタ、ダラス郊外のグレープヴァイン、カンザスシティー、ニューヨーク郊外のヨンカーズ、ボストン（2014年5月開館）などアメリカの9都市、イギリスのマンチェスター、カナダのトロント郊外のヴォーン、そして日本の東京・台場に設置され、2015年の春には、大阪に国内2ヵ所目となるLDC大阪が設置された。同年トルコのイスタンブール、2016年に中国の上海に設置され、2016年9月現在、世界7カ国に17のLDCがある。
2歳以下は無料、3歳以上は有料で子供料金の設定は無い。発行施設のみ有効の年間パスポート、4名以上のファミリー年間パスポートがある。子供のみでの入場不可、「大人のレゴナイト」など特別な場合を除いて、大人（18歳以上）のみでの入場も不可となっている。

## シーライフ・センター
シーライフ・センターは、レゴランドの運営会社マーリン・エンターテイメンツの運営する水族館で、一部の水族館はレゴランドに併設されている。2018年8月現在、レゴランド・カリフォルニアにシーライフ・カリフォルニア、レゴランド・ジャパンにシーライフ名古屋が隣接して設置されている。これらのレゴランドに隣接したシーライフではレゴモデルなどが館内配置されている。

## 施設の一覧
| 施設名                               | 開設日         | 場所                                                     | 地図                                  |
| ------------------------------------ | -------------- | -------------------------------------------------------- | ------------------------------------- |
| レゴランド・ビルン・リゾート         | 1968年6月7日   | デンマーク王国・リーベ県ビルン                           | 北緯55度44分8.2秒 東経9度7分37.8秒    |
| レゴランド・ウィンザー・リゾート     | 1996年3月14日  | イギリス連合王国・イングランド・バークシャー州ウィンザー | 北緯51度27分49.8秒 西経0度39分0.1秒   |
| レゴランド・カリフォルニア・リゾート | 1999年3月20日  | アメリカ合衆国・カリフォルニア州カールスバッド           | 北緯33度7分41秒 西経117度18分43.2秒   |
| レゴランド・ドイツ・リゾート         | 2002年5月17日  | ドイツ連邦共和国・バイエルン州ギュンツブルク             | 北緯48度25分36.5秒 東経10度18分2.8秒  |
| レゴランド・フロリダ・リゾート       | 2011年10月15日 | アメリカ合衆国・フロリダ州ウィンターヘイブン             | 北緯27度59分22秒 西経81度41分27.1秒   |
| レゴランド・マレーシア・リゾート     | 2012年9月15日  | マレーシア連邦・ジョホール州イスカンダルプテリ           | 北緯1度25分36.6秒 東経103度37分47.2秒 |
| レゴランド・ドバイ・リゾート         | 2016年10月31日 | アラブ首長国連邦・ドバイ首長国・ジュベル・アリ           | 北緯24度55分7.7秒 東経55度0分34.6秒   |
| レゴランド・ジャパン・リゾート       | 2017年4月1日   | 日本・愛知県名古屋市港区                                 | 北緯35度3分2.5秒 東経136度50分36.9秒  |
| レゴランド・ニューヨーク・リゾート   | 2021年7月10日  | アメリカ合衆国・ニューヨーク州オレンジ郡ゴーシェン       |                                       |
| レゴランド・コリア・リゾート         | 2022年5月5日   | 大韓民国・江原特別自治道春川市                           |                                       |
| レゴランド・シャンハイ・リゾート     | 2025年7月5日   | 中華人民共和国・上海市                                   |                                       |

## 不祥事
レゴランド・ディスカバリー・センター東京において、2018年4月21日に全員が聴覚障がい者である家族とその子どもの友人が、センター側及び事業主体のマーリン・エンターテイメンツ・ジャパンの不手際から聴覚障がいを理由に入場を断られていた事が判明した。